# مدیر ارشد استراتژی
مدیر ارشد استراتژی (انگلیسی: Chief strategy officer) (CSO)، یا استراتژیست ارشد، مدیری است که مسئول کمک به مدیر عامل اجرایی برای تدوین، اطلاع‌رسانی، اجرا و حفظ طرح‌های استراتژیک شرکت است.
امروزه بسیاری مدیران اجرائی زمان کمتری برای اجرای استراتژی دارند و در عین حال، عدم اطمینان محیطی نیاز به توسعه استراتژی به صورت حرفه‌ای را افزایش می‌دهد. در نتیجه، مدیران اجرائی در دانشگاه‌ها، سازمان‌های ناسودبر و ابرشرکت‌ها در حال ایجاد این سطح مدیریتی هستند. در سال‌های اخیر، محبوبیت استراتژیست‌های ارشد در حال افزایش است که از حضور این مقام در تعداد زیادی از شرکت‌های ایالات متحده (حدود ۵۰ درصد از شرکت‌های S&P500) می‌توان این موضوع را استنباط کرد.
مدیر ارشد استراتژی نقشی مشورتی است؛ او بخشی رهبر و بخشی اجراکننده، رویاپرداز با تجربه و یک مدیر اجرایی باتجربه است که اطمینان حاصل می‌کند عملیات شرکت، عناصر استراتژی پشتیبانی می‌کنند. این پیش‌زمینه منحصر به فرد نیازمند تجربه‌های اجرایی گوناگونی است، چرا که او باید هم یک متفکر خلاق و هم یک همکار بانفوذ باشد. استراتژیست‌های ارشد اغلب مدیران اجرایی هستند که پیش از این در چندین شرکت و سازمان به اصطلاح «پیراهن پاره کرده‌اند» تا در نهایت مسئولیت چنین عنوانی را پذیرفته‌اند.

## نمونه‌ای از مسئولیت‌های مدیر ارشد استراتژی
- برقراری ارتباط و اجرای استراتژی یک شرکت در محیط داخلی و خارجی به طوری که تمام کارکنان، شرکا، تامین‌کنندگان و پیمان‌کاران برنامه‌ریزی استراتژیک سطح شرکت را فهمیده و مسیر رسیدن به اهداف کلی شرکت توسط آن را درک کنند.
- تشویق تصمیم‌گیری‌هایی که بهبود میان‌مدت و بلندمدت ایجاد می‌کند.
- ایجاد و مرور اولویت‌های کلیدی استراتژیک و ترجمه آن‌ها را به یک طرح استراتژیک جامع.
- نظارت بر اجرای طرح استراتژیک.
- تسهیل و راهنمایی طرح‌های کلیدی استراتژیک در مرحله کشف و شناخت.
- حصول اطمینان از این‌که پروژه‌های برنامه‌ریزی استراتژیک واحدها منعکس‌کننده اولویت‌های استراتژیک سازمانی است.
- همکاری با رهبری سازمانی، کمیته‌های ویژه و مشاوران برای حمایت از اجرای طرح‌های کلیدی.
- توسعه فرایندهای برنامه‌ریزی فراگیر.
- ترجمه استراتژی به برنامه‌های عملی و کمی.
- بسیج و مدیریت یک تیم از افراد مشتاق به اجرای استراتژی.
- عمل به عنوان یک منبع در تمام سازمان برای افزایش انسجام برنامه‌های استراتژیک در گستره سازمان.

## نقش
نقش مدیر ارشد استراتژی از سازمانی به سازمان دیگر متفاوت است و در طول زمان تکامل، در دو نقش اساسی تدوین‌کننده استراتژی و اجراکننده استراتژی مشاهده می‌گردد. این دوگانگی را می‌توان به چهار الگوی اصلی تقسیم کرد:
1. مشاور داخلی: تقریباً به صورت انحصاری روی تدوین استراتژی متمرکز شده است.
2. متخصص: مهارت‌های دارد که اگر او نبود در سازمان وجود نداشتند.
3. مربی: برای ارائه اطلاعات به تدوین‌کنندگان استراتژی و تسهیل ارتباط بین تیم‌ها، اعضای تیم و ذی‌نفعان فعالیت می‌کند.
4. عامل تغییر: تسهیل‌گر و فعال‌کننده.

## استراتژیست ارشد جهانی
استراتژیست ارشد جهانی (انگلیسی: Chief Global Strategist) (CGS) یکی از بالاترین رتبه‌ها در میان مدیران، مدیران ارشد و مدیران اجرایی شرکت‌هاست که مسئول استراتژی جهانی و گسترش داخلی و بین‌المللی ابرشرکت، شرکت، سازمان ناسودبر یا سازمان دولتی است.
این یک موقعیت نسبتاً تازه در بخش خصوصی است که بازتاب جهانی‌شدن شرکت‌ها و سازمان‌هایی است که به دنبال گسترش نفوذ خود، چه به عنوان یک ضرورت برای بقا یا کشف فرصت‌های تازه هستند.
نمونه بارز این عنوان هاوارد شولتز از استارباکس است که رئیس هیئت مدیره و مدیر عامل اجرایی شرکت بود اما در سال ۲۰۰۰ سمت خود را برای تبدیل‌شدن به استراتژیست ارشد جهانی ترک کرد. شولتز در ۱۸ ژانویه سال ۲۰۰۸ به سمت قبلی خود به عنوان مدیر عامل بازگشت.